# Ревда (Мурманска област)
Ревда (рус. Ревда) насељено је место са административним статусом варошице (рус. посёлок городского типа) на крајњем северозападу европског дела Руске Федерације. Варошица се налази у централном делу Мурманске области и административно припада њеном Ловозерском рејону где је уједно и највеће насељено место.
Према проценама националне статистичке службе Русије за 2016. у вароши је живело 7.822 становника.

## Географија
Варошица Ревда налази се у централном делу Мурманске области, на Кољском полуострву у северној подгорини Ловозерских планина. Сама варош је смештена на надморској висини од 300 метара, између језера Ловозеро на западу и Умбозеро на југоистоку. на неких двадесетак километара североисточније налази се село Ловозеро, административно сдиште Ловозерског рејона.
Варошица је редовним аутобуским линијама повезана са Оленегорском и Мурманском.

## Историја
Варошица Ревда основана је 1950. године као радничко насеље уз новоотворени рудник минерала лопарита, минерала формуле  који је откривен на подручју централног Мурмана, а чија руда се користи за добијање тантала, ниобијума и других сличних метала. Новоосновано насеље добило је име по истоименом ледничком језеру које се налази нешто северније, а у преводу са килдин-самског језика означава „место где се скупљају ирваси током јесење сезоне парења”.
Рударство је била и остала једина привредна грана у вароши.

## Демографија
Према подацима са пописа становништва 2010. у вароши је живело 8.414 становника, док је према проценама националне статистичке службе за 2016. варошица имала 7.822 становника.
| 1939. | 1959. | 1970. | 1979. | 1989.  | 2002.  | 2010. | 2016. |
| ----- | ----- | ----- | ----- | ------ | ------ | ----- | ----- |
| ---   | 4.650 | 4.524 | 8.663 | 13.820 | 10.368 | 8.414 | 7.822 |